# San Bautista
San Bautista è un comune dell'Uruguay, situato nel Dipartimento di Canelones.